# São Paulo de Olivença
São Paulo de Olivença est une municipalité brésilienne de l'État d'Amazonas .